# قطعنامه ۱۶۹۱ شورای امنیت
قطعنامه ۱۶۹۱ شورای امنیت سازمان ملل متحد که در تاریخ ۲۲ ژوئن ۲۰۰۶ تصویب شد، سندی بین‌المللی دربارهٔ پذیرش اعضای جدید سازمان ملل متحد: جمهوری مونته‌نگرو است. این قطعنامه طی نشست ۵۴۷۳ام تصویب شد.